# Campovalano
Campovalano is een plaats (frazione) in de Italiaanse gemeente Campli.